# بانفيت لكرة السلة
بانفيت لكرة السلة (بالإنجليزية: Banvit B.K.)‏ هو فريق كرة سلة تركي تأسس في 1994، يقع في باندرمة، تركيا. يلعب في الدوري التركي لكرة السلة. تم حل الفريق في عام 2021 بسبب مشاكل مالية. 

## وصلات خارجية
- الموقع الإلكتروني